# オボアルブミン

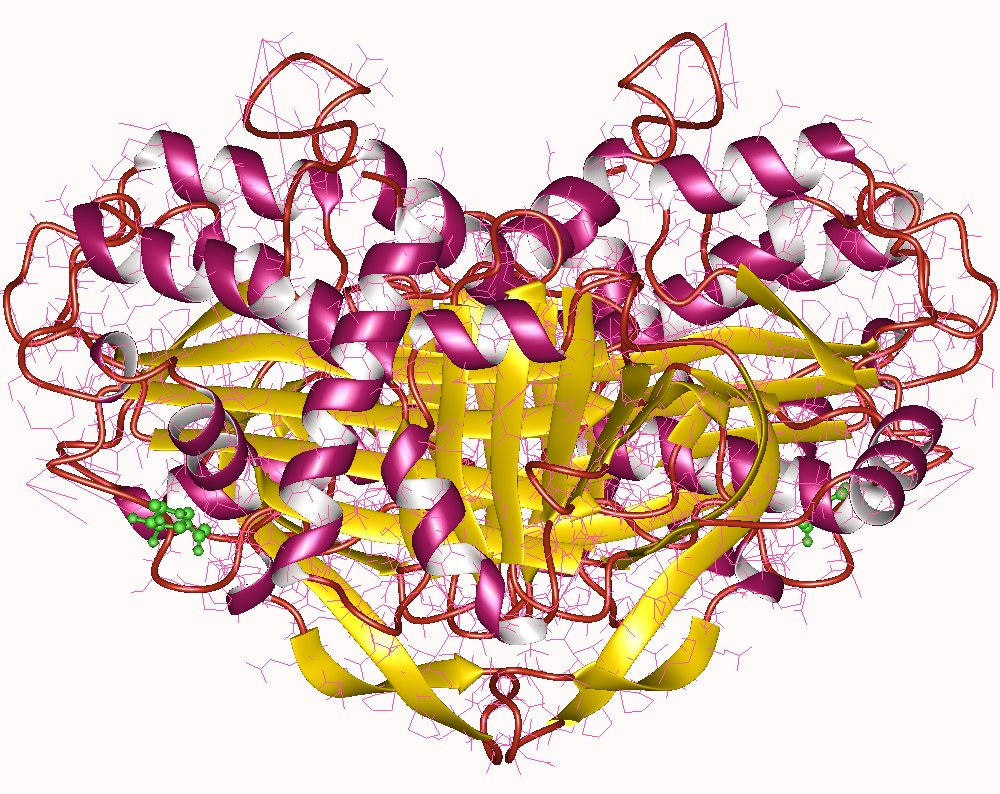
Ovalbumin dimer, Gallus gallus.

オボアルブミン（Ovalbumin、略称: OVA）は、卵白を構成する主要なタンパク質で、全タンパク質の60-65%を占める。配列と三次元構造はセルピンスーパーファミリーと相同であるが、セリンプロテアーゼ阻害活性は持たない。オボアルブミンの機能は未知であるが、貯蔵タンパク質として機能していると推定されている。

## 研究
オボアルブミンは、以下のような様々な研究領域で重要なタンパク質である。
- タンパク質の構造と性質の一般的な研究（大量調製することができるため）
- セルピンの構造と機能の研究（オボアルブミンと他のセルピンの構造の比較により、セリンプロテアーゼの阻害に必要な構造が特定できる）
- プロテオーム解析（鶏卵のオボアルブミンは、電気泳動ゲルの校正のための分子量マーカーとしてよく用いられる）
- 免疫学研究（気道過敏のモデルアレルゲンとなるなど、アレルギー反応の刺激によく用いられる）

## 構造
ニワトリのオボアルブミンは385アミノ酸からなり、ポリペプチド鎖の分子量は42699である。N末端アセチル化（G1）やリン酸化（S68およびS344）、グリコシル化（N292）等の修飾を受けている。
このタンパク質は分泌されるが、そのシグナルペプチドは切り離されない。さらにシグナルペプチドは他の多くの分泌タンパク質のようにN末端に付加されているのではなく、21番残基から47番残基までの配列内に存在する。

## 医学的な特性
鉄等の重金属による中毒が疑われる場合、オボアルブミンが投与されることがある。オボアルブミンは重金属をキレートし、金属イオンをタンパク質のジスルフィド結合の中に取り込む。キレート化により、重金属は消化管に吸収されなくなり、中毒を防止できる。

## 感染症とアレルギー
オボアルブミンは卵アレルギーの原因物質の1つとされている。感染症とアレルギーの関係が研究されている。